# Dulce María Sauri Riancho
Dulce María Sauri Riancho (Mérida, Yucatán; 14 de agosto de 1951) es una política y socióloga mexicana miembro del Partido Revolucionario Institucional que se desempeñó como gobernadora interina de Yucatán entre el 14 de febrero de 1991 y el 1 de diciembre de 1993.
Además ha sido presidente de dicho partido de 1999 al 2000. Ha sido diputada federal y senadora, representante de su estado natal en el Congreso de la Unión de su país. En abril del 2017, fue nombrada directora regional del Centro de Investigaciones y Estudios Superiores en Antropología Social, con sede en Mérida, Yucatán. El 17 de mayo del mismo año renunció al cargo, en virtud de la controversia que se generó en torno a su nombramiento. Fue elegida para ocupar una curul en la Cámara de Diputados en las elecciones del 1 de julio del 2018 por el principio de representación proporcional, cargo que ocupa desde septiembre del mismo año, en la LXIV Legislatura del Congreso de la Unión de México. Después de dos años de haber fungido como vicepresidente, el 2 de septiembre del 2020 fue elegida presidente de la Cámara de Diputados para ejercer el cargo durante el último año de vigencia de la legislatura que concluyó el 31 de agosto de 2021.

## Biografía

### Primeros años
Dulce María Sauri Riancho es socióloga egresada de la Universidad Iberoamericana campus Ciudad de México. Tiene también los grados de maestría y doctorado en historia, otorgados ambos por el Centro de Investigaciones y Estudios Superiores en Antropología Social (CIESAS), y el 25 de abril del 2017 fue nombrada directora regional del campus peninsular de esta institución adscrita al Consejo Nacional de Ciencia y Tecnología. Está casada con el sociólogo José Luis Sierra Villarreal.
Fue diputada en la LII Legislatura del Congreso de la Unión de México y más tarde presidente del PRI en Yucatán. Fue elegida senadora en la LIV y LV Legislatura a partir de 1988. 

### Gubernatura de Yucatán

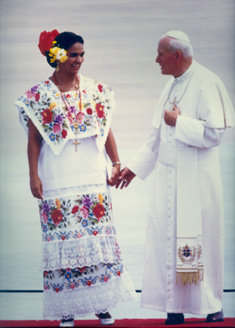
Sauri recibió al papa Juan Pablo II en Mérida.

Cuando el gobernador Víctor Manzanilla Schaffer solicitó licencia para dejar su cargo, Sauri fue designada por el Congreso de Yucatán para sustituirlo.
Durante su mandato gubernamental, Dulce María Sauri condujo el proceso final de la reordenación henequenera que se había iniciado en 1984 y cuyo epílogo consistió en la eliminación del subsidio federal al cultivo y a la producción industrial del henequén, en otorgar su jubilación a los ejidatarios que habían sido por largos años beneficiarios de tal subsidio y finalmente en la liquidación y privatización de los activos de Cordemex, entidad encargada hasta ese entonces de la industrialización henequenera. Recibió al Papa Juan Pablo II durante su tercera visita a México. En diciembre de 1993, se separó de la gubernatura al verse obligada a reconocer la victoria discutible del PAN en las elecciones para la alcaldía del Mérida, dejando el gobierno del estado en manos del entonces titular de la Secretaría General de Gobierno, Ricardo Ávila Heredia.

### Cargos posteriores
Más tarde encabezó la secretaría general del Comité Ejecutivo Nacional del PRI, para posteriormente obtener la victoria en las elecciones para la presidencia del partido en 1999. Desempeñaba ese cargo cuando, en las elecciones del año 2000, el partido fue derrotado por primera vez en unas elecciones presidenciales; tras esta derrota tuvo la intención de renunciar, pero no le fue aceptada la renuncia, permaneciendo en el cargo hasta 2002. Del 2000 al 2006, Sauri Riancho ocupó un escaño en el Senado de la República. Durante su periodo legislativo, junto con 47 Senadores de la LIX Legislatura, principalmente con Javier Corral Jurado y Manuel Bartlett, interpuso una controversia constitucional ante la Suprema Corte de Justicia de la Nación contra las Leyes de Radio y Televisión y de Telecomunicaciones, la llamada Ley Televisa, que habían sido recientemente promulgadas, con el fin de que fueran declaradas anticonstitucionales, total o parcialmente, argumentando que eran violatorias de la Constitución Política de los Estados Unidos Mexicanos.
En 2006 Dulce María Sauri fue precandidata de su partido a la gubernatura rumbo a las elecciones estatales de Yucatán (2007). Aunque se le consideraba favorita, la candidatura fue obtenida por Ivonne Ortega Pacheco. Poco después, el PRD mostró interés en postularla como su candidata. Finalmente, Dulce María Sauri se mantuvo leal a su partido e inclusive declaró que votaría por Ivonne Ortega Pacheco.

## Obras
- Élites y desigualdad regional. Los casos de Yucatán y Nuevo León, CIESAS, Mérida, Yucatán, 2016
- La Casta Divina por dentro y por fuera,  Co ed con Sierra, José Luis, Editorial Dante, Mérida, Yucatán, México, 2018 ISBN: 978-607-709-206-3
- Elvia Carrillo Puerto, violencia política y resiliencia, Editorial Cámara de Diputados de México, 2021 ISBN:978-607-8812-10-3